# Pseudotectaria decaryana
Pseudotectaria decaryana är en ormbunkeart som först beskrevs av Carl Frederik Albert Christensen, och fick sitt nu gällande namn av Tard. Pseudotectaria decaryana ingår i släktet Pseudotectaria och familjen Tectariaceae. Inga underarter finns listade.